# Il processo di Gaby Delange
Il processo di Gaby Delange (Accusée... levez-vous!) è un film del 1931 diretto da Maurice Tourneur.